# لاریسا لاتینینا
لاریسا سمیونوونا لاتینینا   (روسی: Лари́са Семёновна Латы́нина) (زاده ۲۷ دسامبر ۱۹۳۴ در اوکراین) ژیمناست زن ملی‌پوش تیم اتحاد جماهیر شوروی سابق، دارندهٔ ۱۸ مدال المپیک، ۱۴ مدال مسابقات جهانی، ۱۴ مدال مسابقات قهرمانی اروپا و رکورددار پیشین مجموع مدال در تاریخ بازی‌های المپیک است. رکورد وی پس از نیم قرن، در بازی‌های المپیک تابستانی ۲۰۱۲ لندن به‌وسیلهٔ مایکل فلپس شناگر قهرمان آمریکایی شکسته شد.

## زندگی
لاریسا سمیونوونا دیری در روز ۲۷ دسامبر ۱۹۳۴ در اکراین به دنیا آمد. او در فاصلهٔ سال‌های ۱۹۵۶ تا ۱۹۶۴ در سه المپیک ملبورن، رم و توکیو شرکت کرد و با کسب ۱۵ مدال انفرادی، ۳ مدال تیمی و مجموع ۱۸ مدال، به مدت ۴۸ سال پرافتخارترین قهرمان تاریخ بازی‌های المپیک بود. مایکل فلپس شناگر آمریکایی بعد از حضور و کسب مدال در دو المپیک آتن و پکن، در المپیک ۲۰۱۲ لندن با کسب ۶ مدال، به مجموع ۲۲ مدال المپیک رسید و به اقتدار ۴۸ سالهٔ لاتینینا پایان داد.
لاتینینا همچنین موفق به کسب ۱۴ مدال مسابقات جهانی (۹ طلا (۱۹۵۴، ۱۹۵۸ و ۱۹۶۲)، ۴ نقره (۱۹۵۸، ۱۹۶۲ و ۱۹۶۶) و ۱ برنز (۱۹۶۲)) و ۱۴ مدال مسابقات قهرمانی اروپا (۷ طلا، ۶ نقره و ۱ برنز) شده‌است.